# バッファロー・エクスチェンジ通り駅
バッファロー・エクスチェンジ通り駅は、ニューヨーク州バッファロー市 エクスチェンジ・ストリート75にある駅である。 もともとニューヨーク・セントラル鉄道によって建設された。

## 沿革
バッファロー市にあるエクスチェンジ通りにはニューヨーク・セントラル鉄道の駅が4駅あり、当駅は1880年に3番目の駅として建てられた。しかし、当駅は、1935年11月13日に廃止された。
現在の駅の建設は1949年に始まった。ニューヨーク州は高架橋の建設の一部として駅建設に対する資金を提供した。総費用は700万ドルであった。駅は1952年8月2日に開業した。駅はもともとニューヨーク・セントラル鉄道とトロント・ハミルトン・バッファロー鉄道の列車が停車していた。当時の駅は、複線構造であり、跨線橋で結ばれた相対式ホームがあった。
駅の盛況は、第二次世界大戦後すぐに衰えた。1962年、ニューヨーク・セントラル鉄道はナイアガラフォールズ駅 (ニューヨーク州)への旅客事業（ナイアガラ・レインボー線）を停止し、当駅の業務も休止した。
1977年10月29日には、アムトラックはニューヨーク州のグランド・セントラル駅とトロントユニオン駅間の旅客営業運転を復活させた。それに伴い、駅も再開業したが、線路は単線で1本のプラットホームと跨線橋はなくなっている。

## 利用可能な鉄道路線／列車
アムトラックの停車する列車は下記の通り。
トロントとニューヨーク間の昼行国際列車メープルリーフ号…1日1往復停車
ニューヨーク州ナイアガラフォールズとニューヨーク間の昼行中距離列車エンパイア・サービス…1日2往復停車（ナイアガラフォールズまで運行する便がバッファロー・エクスチェンジ通り駅に停車）
駅はバッファローメトロレールライトレールのエリー・カナル・ハーバー駅とセネカ駅から約2ブロック離れている。 また、ファースト・ナイアガラ・センター駅に近い。
毎日コーチUSAバスが、当駅からダンケルクとフレドニアを経由して、バッファローメトロポリタン交通センターとジェームズタウン間を運行している。エリー湖の南東の海岸沿いの地域で運行している。